# Svarta ballader
Svarta ballader är en diktsamling av Dan Andersson, utgiven 1917.
Dikterna är tonsatta, vissa redan av Dan Andersson, andra av Gunde Johansson med flera. De flesta av dikterna finns i ett flertal insjungningar.
2005 utgav Sofia Karlsson en skiva med några av dessa låtar, Svarta ballader.

## Dikter
- Omkring tiggarn från Luossa (Det är något bortom bergen)
- En spelmans jordafärd
- Spelmannen
- Karis-Janken
- Tiggar-Stinas middagssång
- Jägarnas vaggsång
- Ung Harald
- Tiggaren Simons sång
- Hemlös
- Visa
- Vaknatt
- När mor dog
- En strof till Huck Finns minne
- Minnet
- Till min syster
- En gamling
- Syner
- Predikaren
- Fången
- Den druckne matrosens sång
- Vår döde vän
- Purgatorium
- Angelika
- Kvarnsången
- En tröstesam visa till idealisten och läraren Angelman
- Jag har drömt...
- Vaggsången vid Kestina
- Gillet på vinden